# Paul Dewalhens
Paul Dewalhens, né à Anvers le 7 juillet 1902 et mort à Tirlemont le 21 juillet 1991, est un poète belge d'expression française.
Il fut archiviste de la ville de Tirlemont de 1953 à 1972. Il a joué un grand rôle dans la vie artistique et culturelle de cette ville. En tant qu'historien amateur, il est l'auteur de 67 études sur Tirlemont et ses environs.

## Vie et œuvre
Paul Dewalhens a acquis la notoriété en tant que poète d'expression française et auteur de 91 publications sur la littératures.
Tout comme Maeterlinck et Verhaeren, il appartient à la « Belgique latine » du fait de ses origines, de sa formation au collège communal de Tirlemont et du milieu tirlemontois typique de l'avant-guerre où la culture française avait une place éminente.
Des ouvrages de Dewalhens ont été traduits en néerlandais, italien, russe, espagnol, roumain, hongrois et bulgare.

## Distinctions
Paul Dewalhens a été récompensé entre autres par le prix de Brabant (1937), le grand prix de poésie Octave Pirmez (1970) et le prix de poésie de la province de Brabant (1979). En 1982, l'Académie royale de langue et de littérature françaises de Belgique lui décerne le prix Félix Denayer pour l'ensemble de son œuvre.

## Œuvres
- Le Cri sous la tente, 1935
- D'Amour et de Rage, 1937
- Stigmates, 1939
- Saintes, 1941
- Intimité, 1942
- Les Cendres chaudes, 1950
- Morsures, 1952
- La Faim, 1955
- Delvauxiana, 1955
- Silence, on tourne, 1959
- Cymbalum Mundi, 1970
- Tombeaux, 1970

## Extrait d'un poème
« Flobétin lobait bresses, vaquetait gonrat aux connailles afin de stoffer les entrefards des banderollerets. Ses famides dulaient leurs mufles batelés qui s'extrapoliaient de ronéogrammes à crochères et tubates. Rassis de vesces, timbrés de néflions, ils enquicardaient la ramblarde flobétine... Flobétin se sentit lombriquer des tutti-panpans et tilla des gourdasses. Du bec d'un volapuc, zoiseau à gélasse, tomba une couenne de graal, flancton miellusque, drillante madécasse... Aussitôt se fusaillèrent, cramant d'estoque, les muflards, s'extirpant jusqu'aux bousières ».
Brouillardise (Cymbalum Mundi, 1970)

## Sources

### Sources primaires
- Revue Poésie n°24, avril 1972, La poésie française de Belgique

### Sources secondaires
- (nl) Staf Thomas (et al.), Liber amicorum Paul Dewalhens: bijdragen tot de geschiedenis van Tienen, Stedelijk museum en archief 'Het Toreke', Tirlemont, 1984, 165 p.